# Rue de Dole
 (avril 2025).
Motif : Absence de sources secondaires centrées de qualité
- Archive Wikiwix
- Bing
- Cairn
- DuckDuckGo
- E. Universalis
- Gallica
- Google
- G. Books
- G. News
- G. Scholar
- Persée
- Qwant
- (zh) Baidu
- (ru) Yandex
- (wd) trouver des œuvres sur Wikidata

| 1. | Préciser le motif de la pose du bandeau. | Précisez le motif de la pose du bandeau en utilisant la syntaxe suivante : {{admissibilité à vérifier\|date=avril 2025\|motif=remplacez ce texte par le motif}}                  |
| 2. | Informer les utilisateurs concernés.     | Pensez à avertir le créateur de l'article, par exemple, en insérant le code ci-dessous sur sa page de discussion : {{subst:avertissement admissibilité à vérifier\|Rue de Dole}} |

La rue de Dole est un prolongement de la route nationale 73 pour atteindre le centre-ville de Besançon.

## Situation et accès
La rue de Dole traverse les quartiers suivants (de l'ouest à l'est) :
- La Belle Étoile.
- Planoise-Châteaufarine-Hauts du Chazal.
- Oratoire-Rosemont.
- Zone industrielle des Trépillots.
- Saint-Ferjeux.
- Grette-Butte.
- Le centre-ville de Besançon.
- Battant

La rue de Dole croise les autres axes principaux suivants (de l'ouest à l'est) :
- La route de Franois au niveau de Châteaufarine-Hauts du Chazal.
- Le boulevard Alexandre Flemming au niveau de Planoise.
- Le boulevard Ouest au niveau de Planoise.
- La rue du Polygone, au niveau de la Grette-Butte.
- L'avenue Charles Siffert au niveau de Battant-Montrapon.
- La rue Antide Janvier au niveau de Battant.

Radar

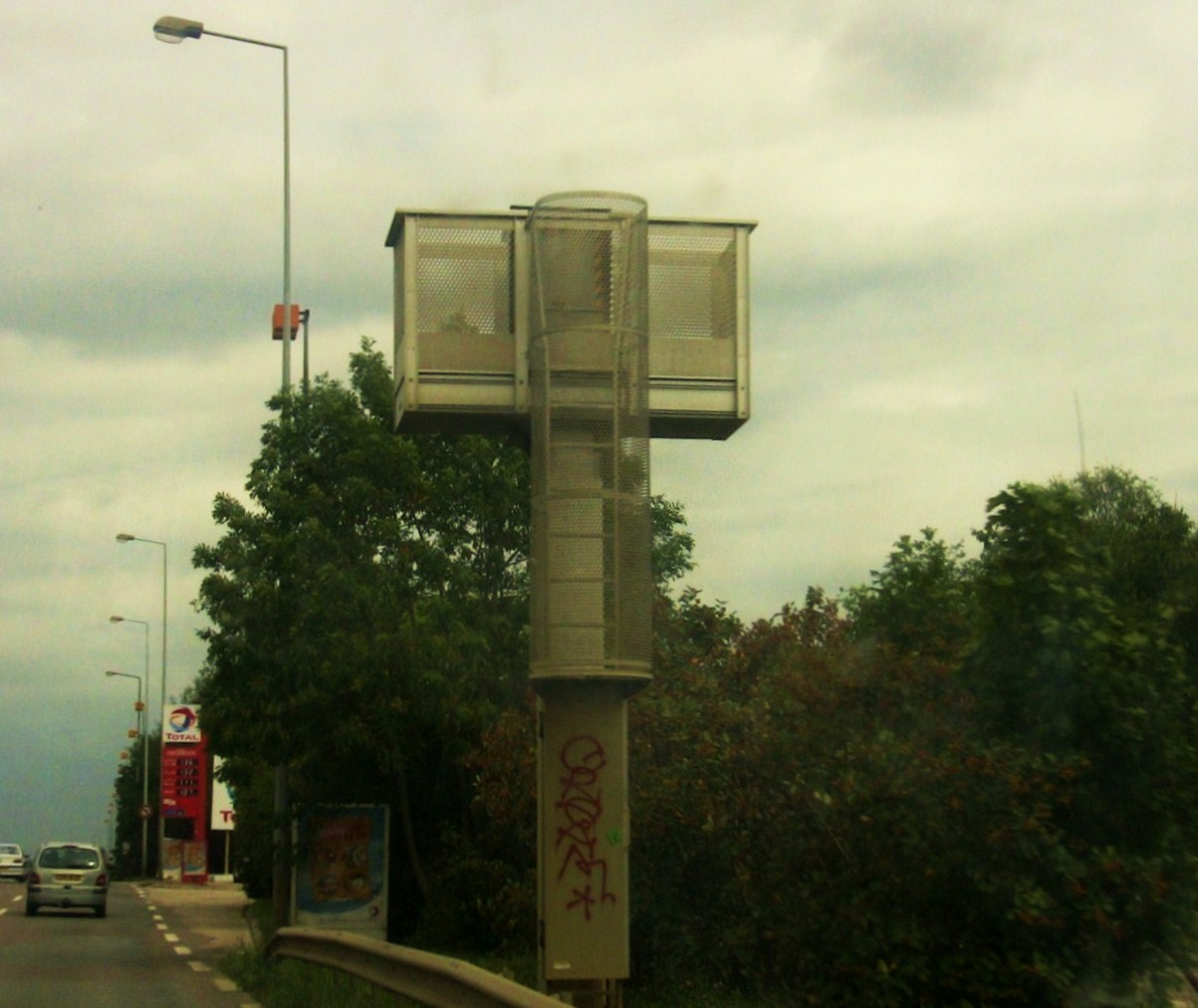
Le radar dit « totem ».

Un radar de contrôle routier est situé juste avant la station essence de Planoise, dans le sens Dole-Besançon. Il s'agit d'un modèle dit « totem », situé en hauteur et difficilement repérable. Ce dernier est situé à l'arrière du poteau le contenant, prenant ainsi les flash de l'arrière du véhicule.

## Origine du nom
Elle porte ce nom car elle mène vers la ville de Dole.

## Historique
La rue de Dole existe depuis 1850 environ, elle s'appelait alors « route royale de Moulins à Bâle » et était l'axe essentiel pour relier Planoise à Besançon. Il y avait à l'époque un grand nombre de fermes autour de cette voie. Aujourd'hui, elles ont toutes quasiment disparu, à l'instar de quelques-unes transformées en gîte ou en restaurant. Cette voirie est essentielle à Besançon et aux quartiers environnants : en effet, l'emplacement de l’hôpital Jean-Minjoz ou du parc des expositions de Micropolis ne doivent rien au hasard, les bâtiments les plus importants sont construits autour de cette route. La rue de Dole mesure plus de 12 km, et avec ses 90 000 véhicules par jour, est la voie la plus empruntée de la ville. Elle est un prolongement de la route nationale 73 (en provenance de Dole) et permet également de relier les quartiers de l'ouest au centre-ville de Besançon.

## Bâtiments remarquables et lieux de mémoire
Deux statues longent la rue de Dole, l'une (statue de la Vierge) près de Saint-Ferjeux et l'autre (Jésus crucifié) à Oratoire.

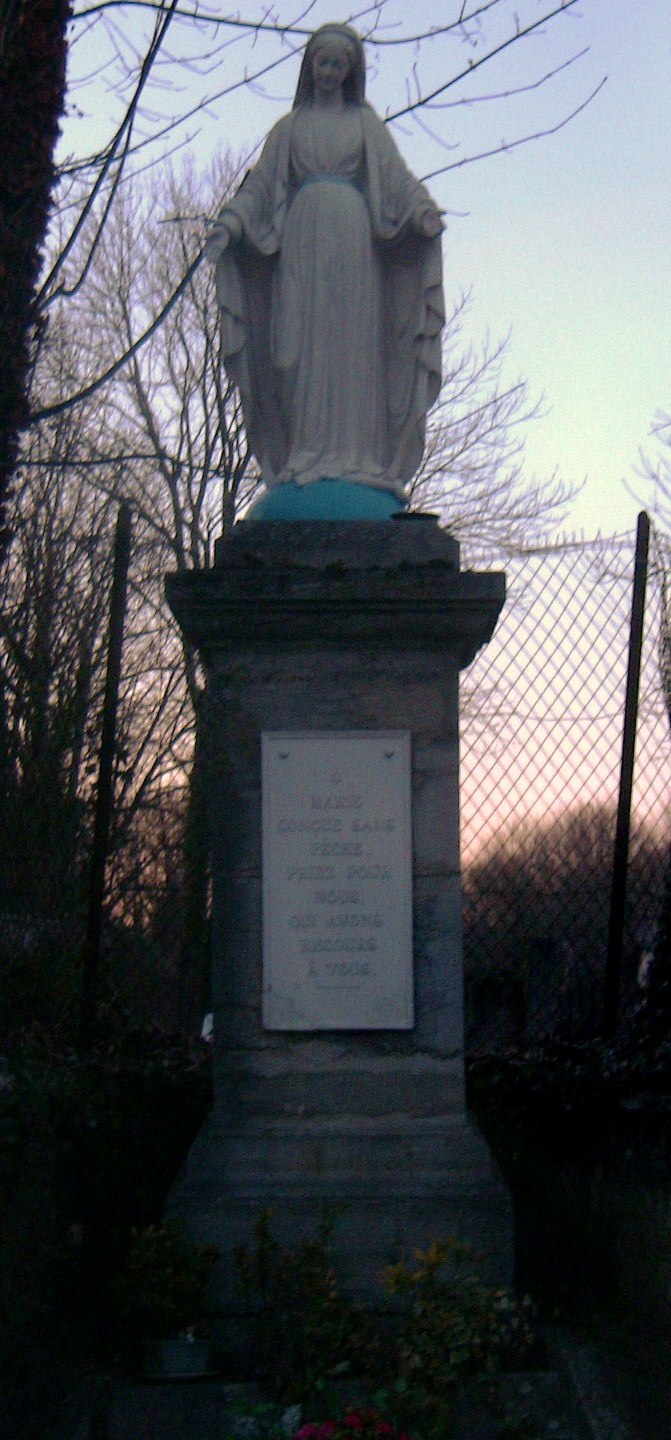
La vierge Marie.
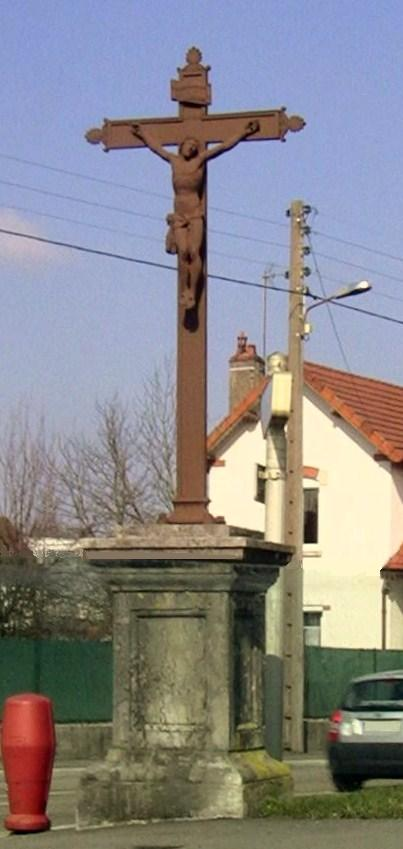
Statue du Christ crucifié.